# Exodus (album van New Power Generation)
Exodus is een album van The New Power Generation, uitgebracht in 1995. Het album kent een grote inbreng van Prince (toen gekend als O(+>) , die onder het eenmalige pseudoniem "Tora Tora" onder andere een groot deel van de hoofdvocalen voor zijn rekening neemt.

## Algemeen
Terwijl Goldnigga, het voorgaande New Power Generation-album wat meer hiphop invloeden had, is Exodus een album met een hoog funk-gehalte, met invloeden van Parliament en p-funk. Daarnaast zijn er enkele pop- en soulnummers op het album te vinden. Er staan eenentwintig nummers op Exodus. Desondanks staan er in feite negen echte muzieknummers op het album, waarvan één instrumentaal. De rest bestaat uit tussenstukken in de vorm van hoorspelen, waarvan enkele een paar minuten duren. Enkele van deze hoorspelachtige tussenstukken laten Prince horen, meestal met een vervormde stem en gebruik makend van een bepaald accent.
Prince, in deze periode bekend als O(+>, staat als "Tora Tora" onherkenbaar op de hoes en in het cd-boekje afgebeeld met een grote rode muts en zijn gezicht bedekt met een rode sluier. Tevens valt hij zo te zien in de videoclip van de single Get Wild. In het cd-boekje staat: "This album is dedicated to the memory of His Royal Badness", wat refereert aan de naamswijziging van Prince naar O(+> in juni 1993. Het album was een tijd lang alleen buiten de Verenigde Staten te verkrijgen.
Naast de grote Prince-inbreng verzorgt ook Sonny T. de hoofd- en achtergrondvocalen op enkele nummers en bespeelt hij de basgitaar. Verder vallen de toenmalige New Power Generation-leden Michael B. (drums), Tommy Barbarella (piano en de "purpleaxxe"), Mr. (Morris) Hayes (orgel en synthesizer) en Mayte (achtergrondvocalen) te horen.

## Nummers
| Nr. | Titel                    | Duur  |
| --- | ------------------------ | ----- |
| 1.  | N.P.G Operator intro     | 0:34  |
| 2.  | Get Wild                 | 4:33  |
| 3.  | segue                    | 0:38  |
| 4.  | DJ Gets Jumped           | 0:22  |
| 5.  | New Power Soul           | 4:10  |
| 6.  | DJ Seduces Sonny         | 0:38  |
| 7.  | segue                    | 0:43  |
| 8.  | Count The Days           | 3:24  |
| 9.  | The Good Life            | 5:48  |
| 10. | Cherry, Cherry           | 4:44  |
| 11. | segue                    | 0:18  |
| 12. | Return Of The Bump Squad | 7:20  |
| 13. | Mashed Potato Girl Intro | 0:21  |
| 14. | segue                    | 3:00  |
| 15. | Big Fun                  | 7:26  |
| 16. | New Power Day            | 0:15  |
| 17. | segue                    | 0:15  |
| 18. | Hallucination Rain       | 5:49  |
| 19. | NPG Bum Rush The Ship    | 1:40  |
| 20. | The Exodus Has Begun     | 10:06 |
| 21. | Outro                    | 0:36  |

## Singles
Er werden drie singles uitgebracht van Exodus; Get Wild (eind 1994), Count The Days (eind 1994) en The Good Life (13 juni 1995). Alleen Get Wild werd een klein hitje (nl: tip#3, vk: #19). Van deze single werd ook een maxi-single uitgebracht met een aantal remixes. The Good Life (vk: #29) werd alleen op maxi-single uitgebracht, met eveneens een aantal remixes.